# Замогильный, Дамьян
Хорхе Дамьян Замогильный (исп. Jorge Damián Zamogilny; 5 января 1980, Буэнос-Айрес) — аргентинский футболист, полузащитник.

## Биография
Его прадед в 1940 году переехал из Киева в Аргентину, где его сын женился на аргентинке. В 1955 году у четы родился отец Дамьяна Замогильного.
Дамьян Замогильный начал свою карьеру в молодёжном составе клуба «Индепендьенте» в 1999 году. В 2000 году Замогильный стал игроком основы клуба, но провёл плохой сезон и был выставлен на трансфер. Его агент нашёл игроку место в клубе «Леон», где Замогильный тренировался около месяца, но команда решила не заключать контракт с игроком. Замогильному пришлось уйти в клуб второго мексиканского дивизиона «Керетаро», а затем Замогильный перешёл в любительский клуб «Реал де ла Плата».
Во время товарищеского матча за «Реал» с «Пуэблой», Замогильный был замечен руководством «Пуэблы» и подписал с клубом контракт в 2006 году, дебют же в основе состоялся в ноябре. Замогильный стал игроком основного состава клуба, которому помог выйти из второго мексиканского дивизиона в первый. В сезоне 2007 года именно игра Замогильного помогла «Пуэбле» удержаться в мексиканской Примере, он стал лидером клуба, за что в конце сезона получил Золотой мяч лучшего игрока оборонительного плана в Мексике. Летом 2008 года Замогильный за 3 миллиона долларов перешёл в клуб «Текос УАГ».